# クレーマ
クレーマ（伊: Crema）は、イタリア共和国ロンバルディア州クレモナ県にある、人口約34,000人の基礎自治体（コムーネ）。
セリオ川のほとりにあるカトリック司教の所在地。
クレーマ教区の資料によれば、セニガッリア在住のピウス9世が属する一族マスタイ・フェレッティ家の起源がクレーマである。

## 地理

### 位置・広がり

#### 隣接コムーネ
隣接するコムーネは以下の通り。
- バニョーロ・クレマスコ
- カンパニョーラ・クレマスカ
- カペルニャーニカ
- キエーヴェ
- クレモザーノ
- イツァーノ
- マディニャーノ
- オッファネンゴ
- ピアネンゴ
- リチェンゴ
- リパルタ・クレマスカ
- トレスコーレ・クレマスコ

### 気候分類・地震分類
気候分類では、zona E, 2506 GGに分類される。
また、イタリアの地震リスク階級 (it) では、zona 3 (sismicità bassa) に分類される
。

## 歴史
クレーマの起源は6世紀のランゴバルド人の侵略と関連付けられる。ただし、4世紀に、古代ケルト人もしくは古代エトルリア人の末裔が作ったという説もある。
歴史書に最初に登場するのは11世紀である。当時はカミザーノの伯爵の領土だった。その後、トスカーナの侯爵ボニファーチオ・ディ・カノッサとその娘マティルデに支配された。マティルデは1097年、クレモーナの司教にクレーマを譲った。この頃クレーマは栄え、羊毛産業は19世紀に至るまでクレーマの主要産業であった。
皇帝派に対抗する協定をミラノと結んだが、そののち1159年にフリードリヒ1世に破壊された。
1185年のコンスタンスの講和ののち、カストルムの建設を許可された。ハインリヒ6世は同盟関係にあったクレモーナにクレーマを返還した。1199年に、クレーマは新しい壁などによって補強された。13世紀には豊かになり、有名なクレーマ大聖堂やプレトリオ宮殿が建設された。
1335年にアッツォーネ・ヴィスコンティの支配下に置かれた。1361年にはペストが流行した。1403年から1423年までのベンツォーニ家の支配の後はヴィスコンティ家の支配に戻った。1449年以降はヴェネツィア共和国領となった。
ヴェネツィア領となったことによって、スペインの支配下となったミラノ公国の衰退から守られた。この時期に、市庁舎（1525年 - 1533年）や司教館が建設された。また、1490年にサンタ・マリア・デラ・クローチェに教会が建設された。1580年には司教所在地となった。17世紀には工業の不振により衰退が始まったが、農業は繁栄していた（1796年に農業を教える大学が開校した）。
1797年のフランスの占領を経て、1814年以降はオーストリア領となり、イタリア統一とともにイタリア領となった。

## 行政

### 分離集落
クレーマには、以下の分離集落（フラツィオーネ）がある。
- Santo Stefano, Mosi, Vergonzana, Ombriano, Sabbioni, Santa Maria della Croce, San Carlo, Crema Nuova, Porta Nova, SS Trinità, San Bernardino, Castelnuovo, San Giacomo

## 姉妹都市
- ムラン、フランス
- 南寧市、中華人民共和国

## 作品への登場
映画『君の名前で僕を呼んで』の撮影は大部分がこの街で行われた。